# Monsanto Park
Monsanto Park, gelegen in de Portugese hoofdstad Lissabon, was een stratencircuit dat gebruikt werd voor de Formule 1.
Het circuit is een natuurlijk parcours dat in 1954 werd aangelegd rond de wegen van een schilderachtig park. Het circuit werd zelfs doorkruist door tramrails. Het grootste rechte stuk was een deel van een tweebaansweg die deel uitmaakte van de weg Lissabon-Estoril. Het circuit werd gebruikt voor sportwagenraces, maar in 1959 werd er ook één Grand Prix gehouden, gewonnen door Stirling Moss. Daarna is het van het internationale toneel verdwenen.